# 曹武徹
曹 武徹（そう ぶてつ、生没年不詳）は、中国の隋末の民衆叛乱の指導者。

## 生涯
本貫は桂陽郡（現在の湖南省郴州市）。
617年12月に挙兵して、隋に叛き、通聖と元号を建てた。618年、始安郡を攻撃したが、李襲志によって撃退された。